# DFS Classic 2001
Il DFS Classic 2001  è stato un torneo di tennis giocato sull'erba.
È stata la 20ª edizione del DFS Classic, che fa parte della categoria Tier III nell'ambito del WTA Tour 2001.
Si è giocato al Edgbaston Priory Club a Birmingham in Inghilterra, dall'11 al 17 giugno 2001.

## Campionesse

### Singolare
Nathalie Tauziat ha battuto in finale  Miriam Oremans con il punteggio di 6–3, 7–5

### Doppio
Cara Black /  Elena Lichovceva hanno battuto in finale  Kimberly Po-Messerli /  Nathalie Tauziat con il punteggio di 6–1, 6–2